# René Klingbeil
René Klingbeil (ur. 2 kwietnia 1981 w Berlinie) – niemiecki piłkarz występujący na pozycji obrońcy. Obecnie gra w Carl Zeiss Jena.

## Kariera

### Lata juniorskie
Jako ośmioletni chłopiec René Klingbeil rozpoczął treningi w małym klubie Marzahner SV. W 1993 roku, mając dwanaście lat przeniósł się do stołecznego Dynama. Grał tam do 1998 roku, kiedy to został wykupiony przez Borussię Mönchengladbach, dla której grał przez następne pięć lat. W 2003 roku został zauważony przez działaczy Hamburgera SV, którzy ściągnęli młodego gracza do Hamburga.

### Lata gry w Hamburgu
Po dołączeniu do drużyny rezerw Hamburger SV Klingbeil z miejsca stał się podstawowym zawodnikiem drużyny. W pierwszym sezonie rozegrał 32 spotkania, każde w pełnym wymiarze czasowym. Kolejny sezon również rozpoczął jako podstawowy gracz, a jego dobra postawa nie umknęła uwadze trenera pierwszego zespołu Thomasa Dolla, który powoływał młodego obrońcę do kadry meczowej swojej drużyny. W Bundeslidze Klingbeil zadebiutował 23 października 2004 roku w meczu przeciwko Borussii Dortmund na Signal Iduna Park. Goście ten mecz wygrali, a wychowanek Marzahner SV rozegrał pełne 90 minut. W przerwie zimowej został na stałe włączony do kadry pierwszego zespołu, w przekroju całego sezonu rozgrywając 24 mecze w najwyższej niemieckiej klasie rozgrywkowej.
W 2005 roku piłkarze z Hamburga uczestniczyli w rozgrywkach Pucharu Intertoto, a zwycięstwo w finale otworzyło im drogę do uczestnictwa w I rundzie Pucharu UEFA, gdzie zostali wyeliminowani dopiero w 1/8 finału przez rumuński Rapid Bukareszt. W tych pierwszych rozgrywkach Klingbeil zagrał w czterech meczach, a w drugich wystąpił pięć razy. W Bundeslidze rozegrał 18 meczów, pomagając drużynie w zajęciu trzeciego miejsca, co pozwoliło na udział w III rundzie kwalifikacyjnej, a w konsekwencji na awans do fazy grupowej Ligi Mistrzów.
Kolejny sezon nie był już tak udany dla Klingbeila. W Bundeslidze zagrał tylko 6 razy, a jego klub zajął dopiero siódme miejsce na koniec sezonu. W Lidze Mistrzów gracze HSV zajęli ostatnie miejsce w grupie, a René Klingbeil w tych rozgrywkach zagrał dwukrotnie.
W sierpniu 2007 roku podpisał kontrakt z norweskim Vikingiem. Z HSV rozstał się rozgrywając 50 meczów ligowych i ani razu nie trafiając do bramki przeciwnika.

### Sezon w Norwegii
Viking FK pozyskał Klingbeila za darmo, gdyż graczowi wygasł kontrakt z poprzednim pracodawcą. Niemiec zadebiutował w nowym klubie 30 marca 2008 w meczu ligowym przeciwko Strømsgodset IF. Przygoda w Norwegii była dla Klingbeila nieudana, gdyż rozegrał tylko 8 meczów ligowych w sezonie 2008 (w Tippeligaen rozgrywki toczą się systemem wiosna - jesień). Klingbeil pomógł jeszcze drużynie przebrnąć I rundę kwalifikacyjną Pucharu UEFA i rozstał się z klubem, podpisując kontrakt z rodzimym Erzgebirge Aue.

### Powrót do Niemiec
W momencie, gdy René Klingbeil przychodził do klubu z Aue, drużyna była wewnętrznie rozbita po spadku do niższej ligi i odejściu wielu kluczowych graczy. Klingbeil zadebiutował w nowej drużynie w przegranym 0-2 meczu piątej kolejki 3. Ligi z SC Paderborn 07. Do końca sezonu rozegrał jeszcze 33 mecze ligowe, a jego drużyna uplasowała się na 12. miejscu w tabeli.
Kolejny sezon był już zdecydowanie lepszy, zarówno dla klubu, jak i dla piłkarza. Klingbeil rozegrał 37 meczów, a opuszczenie przez niego jednego spotkania wynikało z nadmiaru żółtych kartek. W przeciągu całych rozgrywek strzelił dwie bramki i zanotował asystę, a Erzgebirge z drugiego miejsca awansowało do 2. Bundesligi.
Rozgrywki sezonu 2010/2011 również były udane dla piłkarzy z Aue. Mimo tego, iż byli beniaminkiem, zajęli piąte miejsce w tabeli. Duża w tym zasługa Klingbeila, który pod nieobecność Tomasza Kosa dyrygował drużyną nosząc opaskę kapitana na ramieniu. W sezonie tym René Klingbeil zaliczył 32 spotkania ligowe, w których strzelił 3 bramki i raz asystował przy trafieniu kolegi z zespołu.
W sezonie 2011/2012, po zakończeniu kariery przez Tomasza Kosa, już na stałe pełnił rolę kapitana zespołu.
Latem 2015 roku po spadku FC Erzgebirge Aue z 2. Bundesligi, Klingbeil przeszedł do FC Carl Zeiss Jena.

### Statystyki
| Sezon     | Klub            | Kraj     | Rozgrywki     | Mecze | Bramki |
| --------- | --------------- | -------- | ------------- | ----- | ------ |
| 2003/2004 | Hamburger SV II | Niemcy   | Regionalliga  | 32    | 0      |
| 2004/2005 | Hamburger SV II | Niemcy   | Regionalliga  | 13    | 0      |
| 2004/2005 | Hamburger SV    | Niemcy   | 1. Bundesliga | 24    | 0      |
| 2005/2006 | Hamburger SV    | Niemcy   | 1. Bundesliga | 18    | 0      |
| 2006/2007 | Hamburger SV    | Niemcy   | 1. Bundesliga | 8     | 0      |
| 2008      | Viking FK       | Norwegia | Tippeligaen   | 8     | 0      |
| 2008/2009 | Erzgebirge Aue  | Niemcy   | 3. Liga       | 34    | 0      |
| 2009/2010 | Erzgebirge Aue  | Niemcy   | 3. Liga       | 37    | 2      |
| 2010/2011 | Erzgebirge Aue  | Niemcy   | 2. Bundesliga | 32    | 3      |
| 2011/2012 | Erzgebirge Aue  | Niemcy   | 2. Bundesliga | 34    | 1      |
| 2012/2013 | Erzgebirge Aue  | Niemcy   | 2. Bundesliga | 31    | 1      |
| 2013/2014 | Erzgebirge Aue  | Niemcy   | 2. Bundesliga | 30    | 1      |
| 2014/2015 | Erzgebirge Aue  | Niemcy   | 2. Bundesliga | 22    | 2      |
| 2015/2016 | Carl Zeiss Jena | Niemcy   | Regionalliga  | 32    | 1      |
| 2016/2017 | Carl Zeiss Jena | Niemcy   | Regionalliga  | 18    | 1      |

Stan na 7 lutego 2017.